# 日本のイラストレーター一覧
日本のイラストレーター一覧（にほんのイラストレーターいちらん）は、日本で活動するイラストレーターの一覧である。日本以外のイラストレーターはイラストレーター一覧を参照。
※十分な記事を作成してから追記願います。

## あ行

### あ
- 藍川りの
- 相澤タロウイチ
- 蒼樹うめ
- 青木俊直
- 赤井孝美
- 赤倉
- 亜方逸樹
- あかつきごもく
- アカバネ
- 赤人
- 赤星健次
- 赤りんご
- あき
- 明貴美加
- 秋野亥左牟
- 秋乃武彦
- あきまん（安田朗）
- 秋山孝
- あきやまただし
- あきやま陽光
- あさぎ桜
- 浅田弘幸
- 浅見よう
- あずーる
- 東逸子
- あずまゆき
- 徒花スクモ
- あづみ冬留
- 安倍吉俊
- アボガド6
- 甘城なつき（Nachoneko）
- 甘露樹
- 天野聡美
- 天野シロ
- 天野喜孝
- 雨宮慶太
- 網中いづる
- 綾風柳晶
- 文倉十
- あやみ
- あらいぐま
- あらいずみるい
- アランジアロンゾ
- 有子瑶一
- 有葉
- 安斎肇
- 安西水丸
- 安藤慈朗
- 杏仁豆腐
- Anmi

### い
- 飯田ぽち。
- 飯田雪子
- 飯野和好
- 射尾卓弥（森藤卓弥）
- Ixy
- 池上茜
- 池田奈緒
- イケノ
- イコモチ
- 伊坂芳太良
- 井沢洋二
- 石井鶴三
- いしかわこうじ
- 石川秀紀
- 石田あきら
- 石田可奈
- いしづかあつこ
- 石原豪人
- 石渡太輔
- 出渕裕
- 和泉つばす
- 井田千秋
- 板橋克己
- 伊丹十三
- 一乃ゆゆ
- いちば仔牛
- 一葉モカ
- 斎創
- 一斗まる
- いづなよしつね
- いとうのいぢ
- 伊藤彦造
- 伊藤真美
- 伊東ライフ
- 稲垣みいこ
- 犬洞あん（いぬがほらあん）
- 狗神煌
- INO
- 井上純一（井上純弌）
- 井上淳哉
- いのうえ空
- 井上直久
- 井上洋介
- いのまたむつみ
- いまい
- 今井トゥーンズ
- 岩崎美奈子
- いわさゆうこ
- 岩田専太郎
- 岩田ユキ
- 岩原裕二
- 岩淵慶造
- 岩元辰郎
- ボンジュール・イシイ

### う
- 上倉エク
- 上田キク
- 上田信
- うえたに夫婦
- ウエダハジメ
- 上田三根子
- 上田夢人
- 植田亮
- 羽音たらく
- 兎塚エイジ
- usi
- 宇治川ラン
- うたたねひろゆき
- 内田文武
- 内巻敦子
- 宇野亜喜良
- うのまこと
- U35
- 梅津諭
- 浦井民
- ウラケン・ボルボックス
- 閏月戈
- うるし原智志
- うるまでるび
- うろたん

### え
- 江川みさお
- 江口寿史
- えだやん
- エドツワキ
- ena
- エナミカツミ
- えのきのこ
- 榎本よしたか
- M&k
- Mがんぢー（7852）
- FFC (イラストレーター)
- LM7
- えれっと

### お
- 及川正通
- 桜瀬琥姫
- 大嘘
- 大海赫
- 大河原邦男
- 大久保淳二（出雲重機）
- 大崎シンヤ
- おーじ
- オオシマヒロユキ
- おおたうに
- おおた慶文
- 太田大八
- 大石竜子
- 大田優一
- 大塚愛
- 大塚真一郎
- 大塚清六
- 大西重成
- 大野舞
- 大橋歩
- 大張正己
- 大森葵（いるも晴章）
- 大槍葦人
- 生頼範義
- 岡崎武士
- おかざきみつき
- 小笠原智史
- おかべてつろう
- 緒方剛志
- okama
- 岡本英郎
- okiura
- 小岐須雅之
- 沖本秀子
- 奥田怜子
- 尾崎弘宜
- おしおしお
- 小田桐昭
- 小田富弥
- オダワラハコネ
- 落合なごみ
- 小畑健
- 小原トメ太
- 織澤明史

## か行

### か
- CARNELIAN
- 開田裕治
- がおう
- KAGAYA
- 香川元太郎
- 鏡泰裕
- 筧昌也
- 籠目
- 風上旬
- カサハラテツロー
- 風間完
- かじうめちえこ
- 梶田達二
- kashmir
- カズアキ
- 春日歩
- カズキヨネ
- 片倉真二
- 片山若子
- Kacco
- 桂明日香
- 門井亜矢
- 加藤アカツキ
- 加藤直之
- 加藤龍勇
- カトキハジメ
- カナヘイ
- かにビーム（ぺこ）
- カネコアツシ
- 金子一馬
- 金子國義
- かねこしんや
- 金子ナンペイ
- 金田榮路
- かぼちゃ
- 上国料勇
- 上条衿
- 加茂（加茂洋志）
- 鴨沢祐仁
- ☆画野朗
- かゆらゆか
- 唐橋充
- からめる
- 河田久雄
- カワタヒサシ
- Karory
- かわこうせい
- 川崎悟司
- 河原まり子
- かわらじま晃
- かんざきひろ
- カントク
- 神奈月昇

### き
- きぃら〜☆
- きくちゆうき
- きくらげ
- 如月水
- 岸田メル
- 北沢直樹
- 北千里
- きたのじゅんこ
- 北見葉胡
- きたみりゅうじ
- 切符
- 鬼頭莫宏
- kino
- 木野下円
- きのはらひかる
- 木原庸佐
- 木俣清史
- きみしま青
- きみづか葵
- KIMちー
- 木村明広
- 木村荘八
- きむらゆういち
- QP:flapper
- キューライス
- 形部一平
- 今日マチ子
- 桐野霞
- ぎん太
- 金目鯛ぴんく

### く
- 空中幼彩
- 久織ちまき
- 九月姫
- 草河遊也
- 草田草太
- 草彅琢仁
- くつぎけんいち
- 沓澤龍一郎
- 熊倉裕一
- 倉花千夏（たたなかな）
- 椋本夏夜
- CLAMP
- 黒鉄ヒロシ
- クロサワテツ
- 黒田クロ
- 黒田征太郎
- 黒星紅白（飯塚武史）
- 桑原伸之

### け
- KEI
- K-SuKe

### こ
- 高河ゆん
- 光崎瑠衣
- 弘司
- こ～ちゃ
- 上月伸仁(こうづきのぶひと)
- 小梅けいと
- 古賀鈴鳴
- こげどんぼ*（旧：コゲどんぼ）
- ここまひ
- コザキユースケ
- 小島功
- 小島文美
- 呉潤宇
- 小菅久実
- 小塚類子
- 後藤啓介
- 後藤スズナ
- 後藤なお
- ごとうゆりか
- ごとP
- ことぶきつかさ
- 近衛乙嗣
- konomi
- 小林治
- 小林敏也
- 小林智美
- 小林秀恒
- 小林源文
- こばやしひよこ
- 小林誠
- こぶいち
- 駒都えーじ
- 小松崎茂
- 小松直之
- 五味太郎
- 小宮裕太
- 小村雪岱
- 小山健
- コヤマシゲト
- こやまひろかず
- こより
- GOLI
- 近藤聡乃
- 近藤和久
- 近藤敏信
- 紺野比奈子（ひな。）
- 昆布わかめ

## さ行

### さ
- さいとうつかさ
- さいとうなおき
- 斎藤寿夫
- 齊藤秀雄
- saitom
- さいね
- 佐伯俊男
- 彩季なお
- サガー・ジロー
- 坂井久太
- 酒井駒子
- サカイサチエ
- 坂井永年
- 坂口拓
- さかちさと
- 魚
- さかなクン
- 相模金吾
- さくやついたち
- 桜井誠
- さくら小春
- 桜沢いづみ
- 桜はんぺん
- 笹井さじ
- 佐々木あかね
- 佐々木マキ
- ささきむつみ
- 笹倉鉄平
- さじろう
- 佐竹美保
- Saxyun
- さとーさとる
- 佐藤智美
- 佐藤道明
- 佐野俊英
- 沙村広明
- さより
- 沢田としき
- 沢野ひとし
- ザンクロー
- 三部敬

### し
- しいたけ
- シエラ
- 塩山紀生
- シガタケ
- SHIKACHAN
- 四季童子
- しぐれうい
- 茂本ヒデキチ
- シコルスキー
- 獅子猿
- 篠崎正喜
- 篠原保
- 柴乃櫂人
- 島田フミカネ
- 島津蓮
- しめ子
- 〆鯖コハダ
- 霜田あゆ美
- 下谷二助
- しゃあ
- シャシャミン
- Shuzilow.HA
- SHU matsukura
- JUN OSON
- ジョージ朝倉
- 小路あゆむ
- しらび
- しろ
- 士郎正宗
- シロタカ
- 新貝田鉄也郎
- 新川洋司
- 森気楼
- JINCO
- 神保朋世

### す
- スージー甘金
- 末弥純
- SCA-自
- 菅原健
- 杉菜水姫
- 杉本一文
- すぎやま現象
- SKATE THING
- 鈴木英人
- 鈴木悦郎
- スズキコージ
- 鈴木博美
- 鈴木雅久
- 鈴平ひろ
- 硯
- すぴか
- 隅田かずあさ
- 皇名月
- 李KPA

### せ
- せせなやう
- 瀬田ヒナコ
- 瀬之本久史
- せんのあき
- 仙波隆綱
- せんむ

### そ
- 宗一郎
- 掃除朋具
- 爽々
- 副島成記
- 五月女ケイ子
- 曽我部修司
- 園田健一
- 空山基
- ゾルゲ市蔵（ゾルゲール哲）

## た行

### た
- ダイスケリチャード
- たかぎりょうこ
- 高田明美
- 髙荷義之
- 高野音彦
- 鷹乃ゆき
- 高畠華宵
- 高村真耶
- タカヤマトシアキ
- 高山としのり
- TAGRO
- 竹
- 武内崇
- 竹岡美穂
- タケダヒデユキ (MOGRA)
- 武田みか
- 竹中英太郎
- 竹中俊裕
- 竹浪秀行
- 竹花ノート
- 竹久夢二
- 武部本一郎
- 竹村博臣
- 竹本明子
- 田島昭宇
- 多田由美
- 辰巳四郎
- 立川虫麻呂
- 立羽
- 田名網敬一
- タナカカツキ
- 田中久仁彦
- 田中達之
- タナカノリユキ
- 谷口守泰
- 谷口亮
- 谷本ヨーコ
- たにはらなつき
- 田巻久雄
- Tam-U
- たむらしげる
- 田村セツコ
- 垂井ひろし
- だるま商店
- 丹野忍

### ち
- ちこたむ
- Chihiro (イラストレーター)
- ちほ
- 中央東口
- CHOCO

### つ
- 司淳
- 津神久三
- 塚本やすし
- 月音
- 月本佳代美
- つくしあきひと
- 辻恵子
- 都築和彦
- 2C＝がろあ
- 角田純男
- 蔓木鋼音
- 剣康之
- 鶴崎貴大
- 鶴田一郎
- 鶴田謙二

### て
- D[diː]
- D.K
- てぃんくる
- Tiv
- 鉄拳
- 出水ぽすか
- デハラユキノリ
- 寺田克也
- 寺田てら
- テルイ（宮城）
- 天神英貴
- 電柱棒
- 天広直人
- 天明幸子

### と
- 土居孝幸
- toi8
- 東京Aリス
- 東条さかな
- 遠坂あさぎ
- THORES柴本
- ときた洸一
- TOKIYA
- 徳治昭
- 篤見唯子
- 利光春華
- Tony
- 戸部淑
- トマリ
- トモセシュンサク
- ともひ
- TOMOYA
- 酉澤安施
- 鳥山明

## な行

### な
- 内藤ルネ
- 直良有祐
- 長尾みのる
- 中一弥
- 中澤一登
- 長沢節
- なかだえり
- 永田千秋
- 永田力
- 中西立太
- 永井博
- ナガノ
- 長野拓造
- 長野剛
- 中野友和
- 永野護
- 中原淳一
- なかむらたけし
- 中村龍徳
- 中村博文
- 中村佑介
- 中村ゆうひ
- なかむらるみ
- 凪良
- 奈月ここ
- なつめえり
- 七尾奈留
- ななかぐら
- 七草
- 七瀬葵
- ななみん
- 七六
- 鍋島テツヒロ
- 南向春風
- ナミキヒロシ
- 楢喜八
- 鳴子ハナハル
- 成瀬國晴
- 成瀬ちさと（都幸せるな）
- 成瀬守
- なるみゆう

### に
- Niθ
- にしき義統
- 西沢5㍉
- 西島大介
- 西E田
- 西又葵
- 西村キヌ
- 西村博之
- 韮沢靖
- ニリツ

### ぬ
- 沼澤茂美
- 沼田健

### ね
- 猫生いづる
- 猫車
- 猫将軍
- ねこねこ
- ネムネム

### の
- 野口昂明
- 野口竜
- NOCO
- のぶみ
- 野村哲也
- のり太
- のん（田中森よこた）

## は行

### は
- はいむらきよたか（灰村キヨタカ）
- 葉賀ユイ
- はぎやまさかげ
- pako
- 橋本タカシ
- はせがわゆうじ
- パセリ
- 蜂文太
- HACCAN
- 羽鳥ぴよこ
- 華々つぼみ
- 馬場のぼる
- 濱元隆輔
- 早川良雄
- 林静一
- 速水螺旋人
- 原田治
- 原田たけひと（たけひと）
- 原田ちあき
- 原マスミ
- 原ゆたか
- 針すなお
- はりたつお

### ひ
- PEACH-PIT
- 日暮修一
- ひこねのりお
- ひさいちよしき
- ひさうちみちお
- ヒサクニヒコ
- Hisasi
- ひだかなみ
- ヒダカマコト
- 左
- Hitoto*
- 日向悠二
- ひなた睦月
- ひなたもも
- 雛祭桃子
- 避難じいさん
- 樋上いたる
- 日比野克彦
- HIMA
- Himeaki
- ヒョーゴノスケ
- 平井久司
- ヒライユキオ
- 平尾リョウ
- 平沢茂太郎
- 平野克幸
- 鰭崎英朋
- 広江礼威

### ふ
- フーゴ・ハル
- フカヒレ
- 蕗谷虹児
- 福田道生
- huke
- 藤井旭
- 藤井千秋
- 藤枝雅
- 藤枝リュウジ
- 藤岡勝利
- 藤坂公彦
- ふじさき怜
- 藤島康介
- 藤田香
- 藤ちょこ
- 藤ノ宮深森
- 藤真拓哉
- ふじみやみすず
- 不二本蒼生
- 二木ちかこ
- ふゆの春秋
- フライ
- 古川タク
- ふる鳥弥生
- BUNBUN（abec）

### へ
- ペーター佐藤
- x6suke
- べっかんこう
- BENGUS

### ほ
- POP
- ほっぺげ
- 誉 (末次誉亮)
- bomi
- 保谷瑠美子
- ぽよよん♥ろっく（渡辺明夫）
- ホルモン恋次郎
- ぽんかん⑧
- ボンボヤージュ

## ま行

### ま
- 舞城王太郎
- 前嶋重機
- 前田浩孝
- masa
- 正子公也
- 増田メグミ
- 松岡達英
- 松下亜吉
- 松下進
- 松下まかこ
- まったくモー助
- 松田真紀
- マッドバーバリアンズ
- まつやまいぐさ
- まつやまたかし
- 松竜
- 真鍋公彦
- 真鍋博
- MAYA MAXX
- まゆみん
- marie
- 丸尾末広
- 丸藤広貴
- 丸山浩

### み
- みうらじゅん
- 三浦太郎
- 未影
- Mika Pikazo
- ミギー
- 美樹本晴彦
- みけおう
- Mitha
- みさくらなんこつ
- 三嶋くろね
- 水沢深森
- 水谷さるころ
- 水玉螢之丞
- 水野純子
- 溝口ケージ
- 実田千聖
- みつみ美里
- 蜜桃まむ
- 326 （ナカムラミツル）
- 翠川しん
- 緑川美帆
- 碧風羽
- 水無月徹
- 南伸坊
- 峰岸達
- 箕星太朗（ミノ☆タロー）
- 稔幸
- みふねたかし（いらすとや）
- 宮下昌也
- 宮下未紀
- ミヤスリサ
- 宮武一貴
- 宮永岳彦
- みやま零（みやまぜろ）
- 深山和香
- 三輪一雄
- 三輪士郎
- 三輪フタバ

### む
- むかいあぐる
- むっしゅ
- むっちりむうにい
- 村上水軍
- 村上豊
- 連
- 村田雄介
- 村田蓮爾
- 村松誠

### め
- めるへんめーかー

### も
- 毛利彰
- 毛利和昭
- 萌木原ふみたけ
- 若野桂
- 望月けい
- 基4%（もとよん）
- ももこ
- 森倉円
- 森沢晴行
- 森下直親
- もりちか
- モリナガ・ヨウ
- 森伸之

## や行

### や
- 八重樫南
- YAGI
- 八雲剣豪
- ヤス
- ヤスダスズヒト
- 安彦良和
- 柳たかを
- 柳原良平
- 柳瀬茂
- やなせたかし
- 矢野口君
- 夜ノみつき
- 矢吹申彦
- やまかぜ嵐
- 山口はるみ
- ヤマコ
- やまさきもへじ
- ヤマシタコウジ
- 山下しゅんや
- 山田章博
- 山田卓司
- やまねあやの
- 山藤章二
- 山本和枝
- 山本ケイジ（超肉）
- 山本タカト
- 山本ヤマト
- 山本祐司
- 山六郎

### ゆ
- 結城信輝
- 憂姫はぐれ
- ゆーげん
- 佑天寺うらん
- ゆうろ
- ゆきうさぎ
- ユキヲ
- YUG
- ゆの
- 湯村輝彦
- 夢路キリコ
- 由良

### よ
- よう太
- 横井孝二
- 横尾忠則
- 横田守
- 吉川達哉
- 吉川めいろ
- 吉崎観音
- 吉田明彦
- 吉田潮
- 吉田音
- 吉田カツ
- ヨシタケシンスケ
- 吉田すずか
- 吉田初三郎
- よしづきくみち
- 吉成篤
- 吉成鋼
- 横山宏
- 米倉けんご
- 米倉斉加年
- 米田仁士
- 米山舞
- よむ
- 寄藤文平

## ら行

### ら
- loundraw
- ラジカル鈴木
- lack
- LAM
- 蘭宮涼

### り
- りおた
- 龍牙翔
- 竜騎士07
- Ryoji
- リリー・フランキー
- 輪くすさが（唖采弦二）

### る
- 屡那
- 瑠奈璃亜
- るりあ046
- rurudo
- るろお

### れ
- レオン佐久間
- redjuice（しる）
- れも
- 煉瓦

### ろ
- ろーるぱんつ
- ロッキン・ジェリー・ビーン

## わ行

### わ
- 若月さな
- 若松敦
- ワカマツカオリ
- 和歌山静子
- わざきた
- 鷲尾直広
- ワダアルコ
- わたせせいぞう
- わだぺん。
- 和田誠
- Waboku
- ワンカップP

### を
- をん